# Portada/efemèride febrer 22
Salvador Espriu
« 21 de febrer · 22 de febrer · 23 de febrer »